# KWYO
KWYO est une station radio basé à Sheridan dans le Wyoming. Elle a émis pour la première fois le
lundi 9 juillet 1934 à 7h00 de l'après-midi.
Elle émet sur une fréquence de 1410 kHz et à une puissance de 5000 watts le jour et de 500 watts la nuit.

## Référence
- Histoire de la station (en anglais)